# Scorzonera szovitzii
Scorzonera szovitzii là một loài thực vật có hoa trong họ Cúc. Loài này được DC. miêu tả khoa học đầu tiên.